# Megalogomphus junghuhni
Megalogomphus junghuhni – gatunek ważki z rodziny gadziogłówkowatych (Gomphidae). Występuje na indonezyjskiej wyspie Jawa.